# Музей Амурского моста

Ретровокзал и паровоз Черепановых

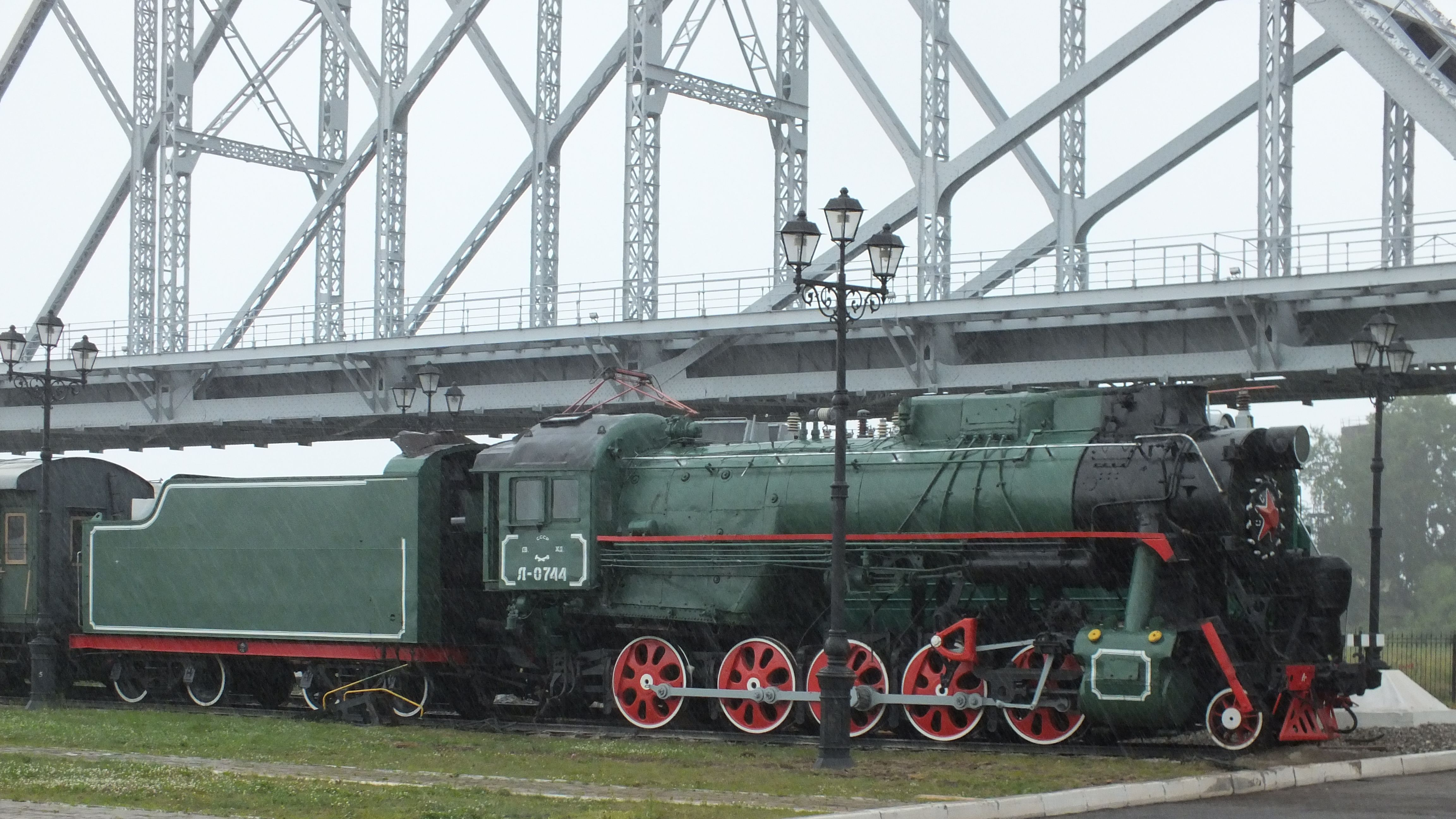
Паровоз Л-0744

Музей истории Амурского моста — музей в городе Хабаровске, посвященный строительству и реконструкции моста через реку Амур у города Хабаровска, дополнительно под открытым небом выставлена железнодорожная техника и главный экспонат музея — демонтированная в ходе реконструкции ферма «царского» моста.

## История
При реконструкции моста у руководства Дальневосточной железной дороги возникла идея создать музей истории моста. Одним из главных экспонатов должна была стать одна из демонтированных ферм «царского» моста. При реконструкции её отбуксировали к площадке на правом берегу Амура, где она простояла до августа 2008 года, когда специалисты Хабаровского мостоотряда ОАО «Дальмостострой» приступили к развороту фермы старого моста на 90 градусов. Скорость продвижения с помощью 180-тонных гидравлических домкратов составила около 10 метров в день, разворот в общем продолжался три недели. До этого была возведена подпорная стенка на Амурском берегу, пролетное строение устанавливалось уже на постоянные опоры, расположенные параллельно действующему мостовому переходу.
Первоначально планировалось ограничиться только разворотом фермы параллельно нынешнему мосту и обустройством смотровой площадки, но затем было решено развить идею, в перспективе создав на этой площадке полноценную парково-историческую зону отдыха. Летом 2009 года были проведены работы по очистке и покраске фермы, а также подготовка и установка трёх будущих экспонатов: паровоза Eа, двухосной платформы 1935 года выпуска и цистерны построенной ещё в XIX веке. В следующем, 2010 году экспозиция была существенно расширена: возведено здание ретровокзала, установлены электровоз ВЛ80, выпускавшийся со второй половины прошлого века грузопассажирский тепловоз М62, крытый вагон старой постройки и автомотриса 1930-х годов. Музей был включён в экскурсионную программу участников и гостей VI Ассамблеи начальников железных дорог, проходившей в начале сентября 2011 года в Хабаровске и Владивостоке. Установлена после реставрации цистерна конца XIX века, обнаруженная в сентябре 2010 года в лесном массиве Хабаровска — она стала самым старым экспонатом музея.

## Экспонаты
- Ферма — во время демонтажа старого моста 1916 года постройки был сохранен целиком один из его пролетов конструкции профессора Л. Д. Проскурякова. Он стал первым и главным экспонатом музея. Стоит перпендикулярно к берегу на опорах, длина 127 метров, высота 30 метров, масса 1100 тонн[3].
- Паровоз Eа № 3255 — предположительно 1944 года выпуска, находился на базе запаса Сибирцево, прошел специальную подготовку в локомотивном депо Ружино, откуда в холодном состоянии (ведомый другим локомотивом) доставлен был в Хабаровск. Паровозы серии Еа производились в годы Великой Отечественной войны на заводах США по чертежам советских конструкторов и поставлялись в СССР по ленд-лизу. На Дальневосточной железной дороге они эксплуатировались с 1944 по 1965 год, весовая норма составляла 1800 тонн[4]. Паровоз с двумя следующими экспонатами стоит на втором пути музея.
- Платформа 1935 года — двухосная, находилась в Уссурийске.
- Цистерна 1936 года ? — двухосная, находилась в Комсомольске-на-Амуре.
- Электровоз ВЛ80 — электровоз и следующие три экспоната были установлены на подготовленные площадки 19 августа 2010 года. Электровоз грузовой магистральный № 1980 открывал движение участка Хабаровск-Бира на электрической тяге в декабре 1979 года[5].
- Тепловоз 2М62 — грузопассажирский тепловоз, в музее одна секция, выпускался со второй половины прошлого века, максимальный вес поездов мог достигать 3800 тонн.
- Крытый вагон — тип НТВ, канадского типа.
- Автомотриса 1930-х годов — этой автомотрисой пользовался для перемещения командующий Особой Дальневосточной армией Василий Блюхер. Под его командованием в 1929 году было нанесено поражение китайским войскам во время конфликта на КВЖД.[6] Двухосная автомотриса АС, Калужского завода (1935 г.), построено было всего 6 шт, в музее представлена одна из них, в сильно изменённом и переделанном виде, исторический облик не восстановлен.[7]
- Ретровокзал — одноэтажное бревенчатое здание музея, повторяющее облик первого железнодорожного вокзала Хабаровска, стоявшего на месте современной станции Хабаровск-Пристань в 1897 году. Постоянная экспозиция музея, посвященная истории сооружения, восстановления, эксплуатации и реконструкции искусственных сооружений ДВЖД.
- Цистерна двухосная, тормозная, конца XIX века, примечательна, что одна колесная пара с клёпанными дисками колёс. Подобных цистерн сохранилось всего 4 шт. — в музее железнодорожного транспорта Санкт-Петербурга, музее железнодорожного транспорта Ростова, памятник на Алтайском вагонзаводе и на выставке исторического подвижного состава у моторвагонного депо Горький-Московский.
- Паровоз Л-0744.
- Пассажирский вагон 1930-х годов.
- Тепловоз ТУ7 и узкоколейный пассажирский вагон, работавшие на Дальневосточной детской железной дороге.

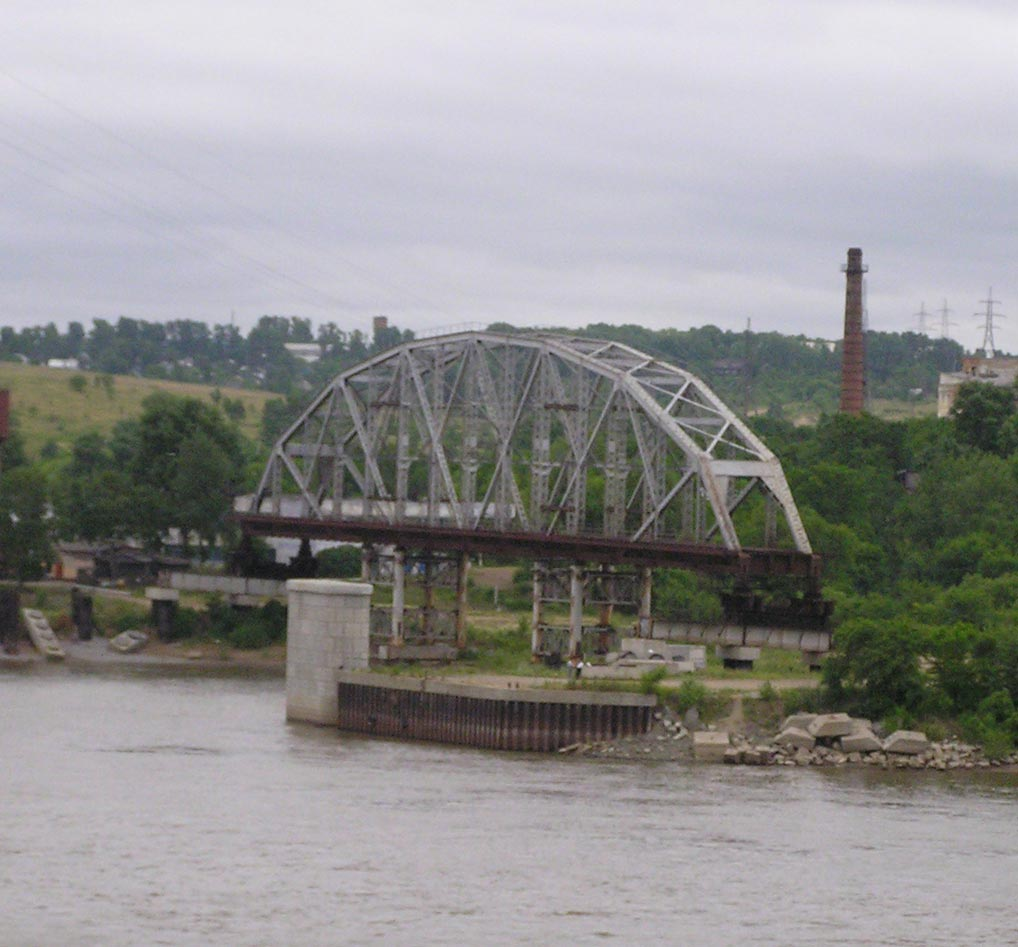
Ферма моста в 2005 году
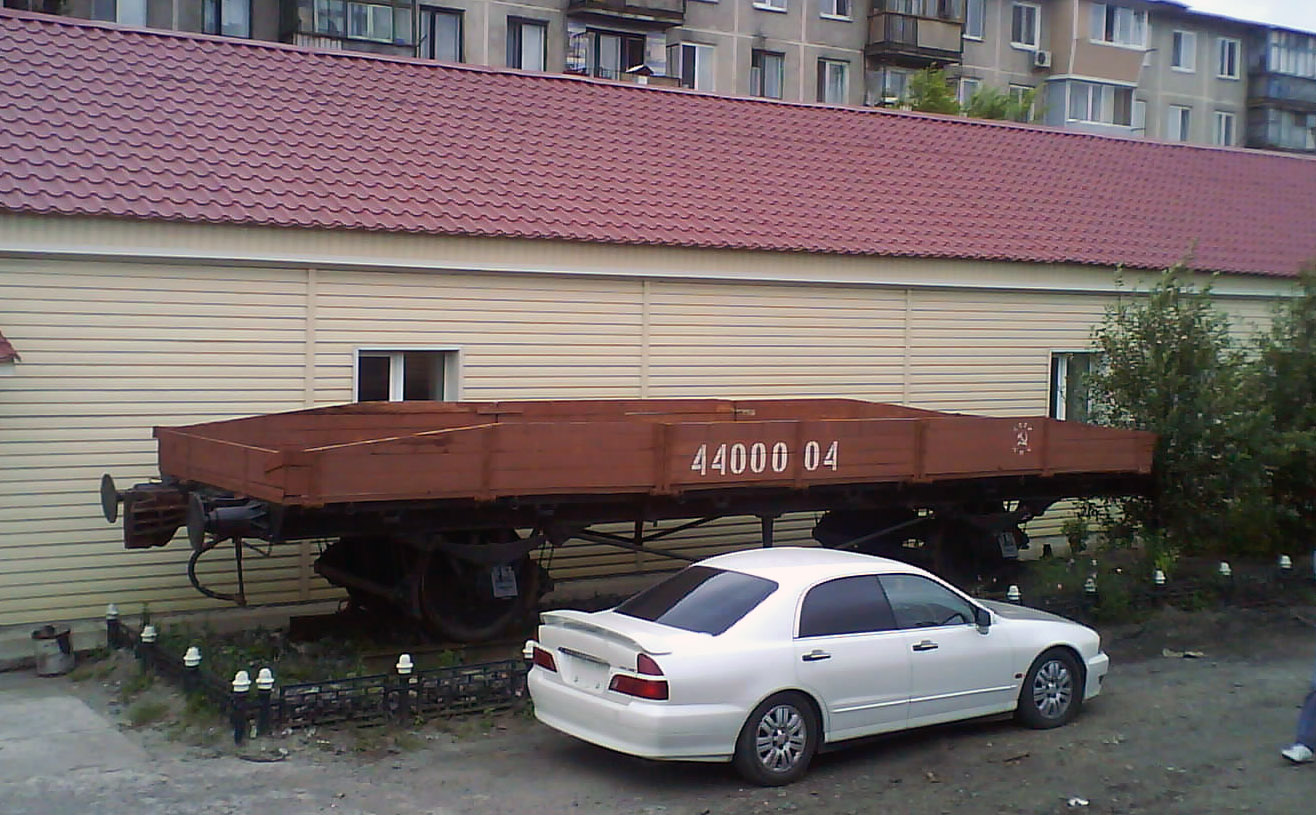
Платформа 1934 года
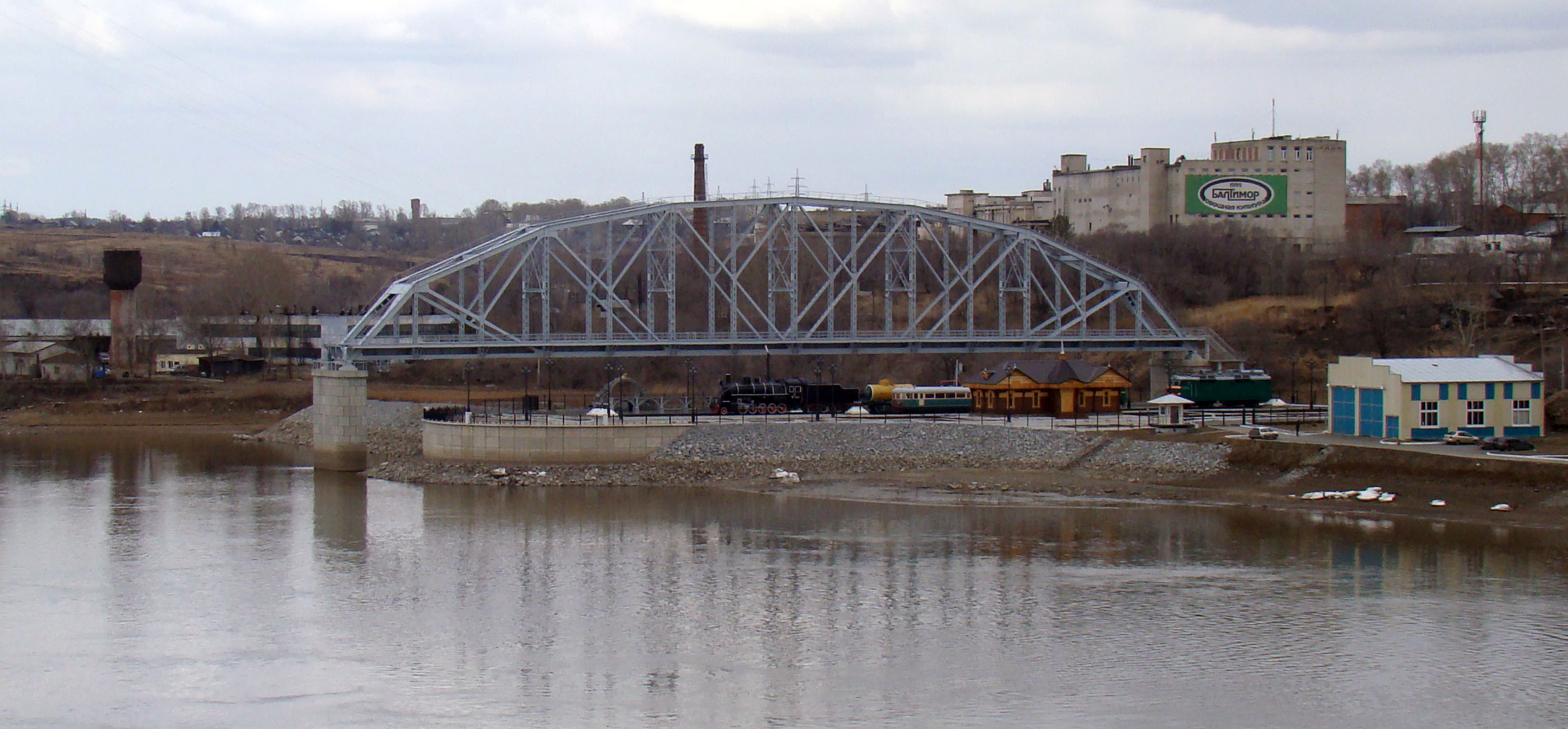
Вид с моста 2011 год
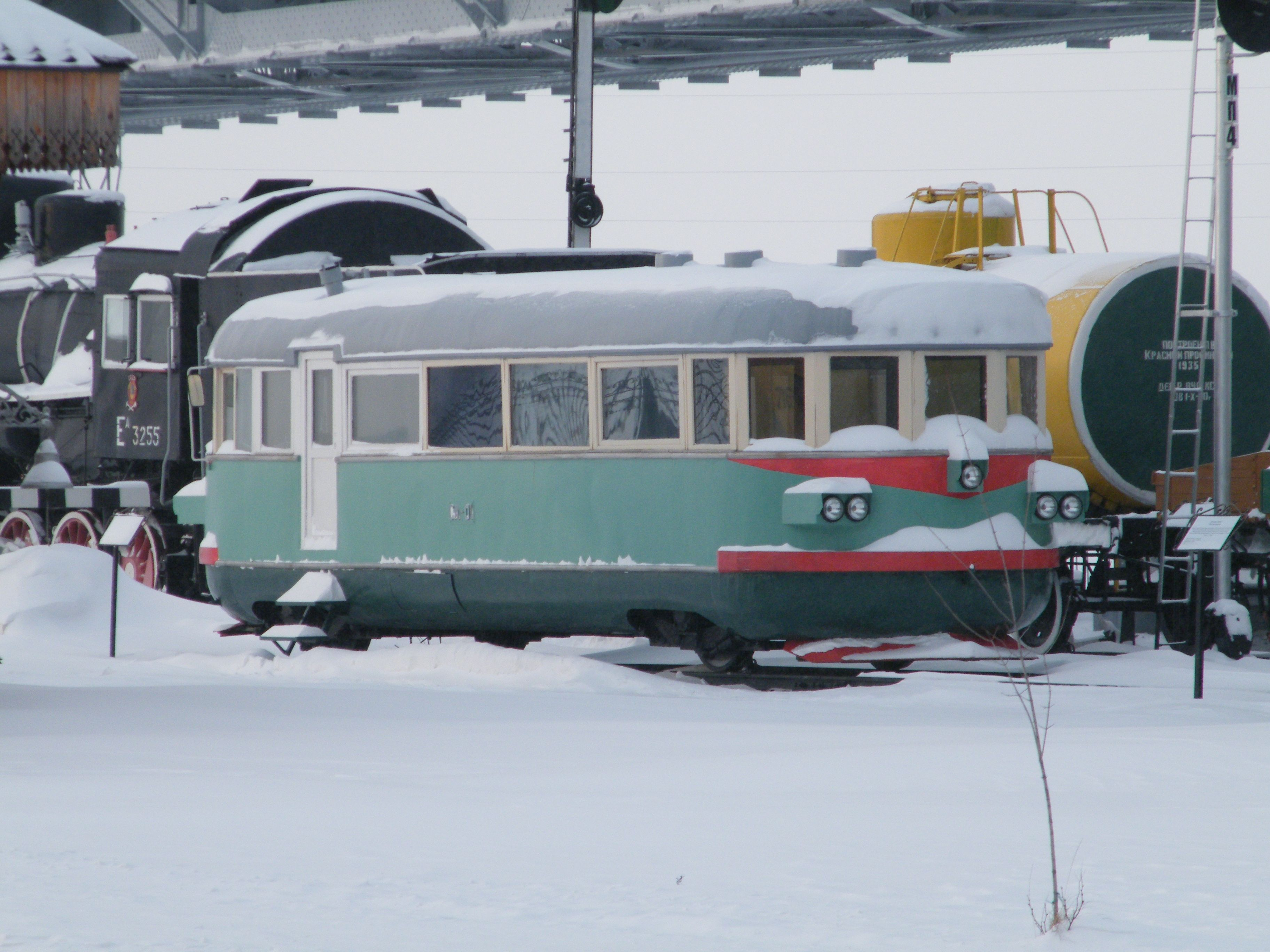
Автомотриса Блюхера